# Gouvernement Fernández Mañueco I
Pour les articles homonymes, voir Gouvernement Fernández Mañueco.
Castille-et-León
Herrera V Mañueco II
Le gouvernement Fernández Mañueco I (en espagnol : Primer Gobierno Fernández Mañueco) est le gouvernement autonome de Castille-et-León entre le 17 juillet 2019 et le 20 avril 2022, sous la Xe législature des Cortes.
Il est dirigé par le conservateur sortant Alfonso Fernández Mañueco, dont le PP est arrivé deuxième aux élections parlementaires, et repose sur une coalition entre conservateurs et libéraux. Il succède au cinquième gouvernement du conservateur Juan Vicente Herrera, constitué du seul PP, et cède le pouvoir au gouvernement Fernández Mañueco II.

## Historique du mandat
Ce gouvernement est dirigé par le nouveau président de la Junte de Castille-et-León conservateur Alfonso Fernández Mañueco, précédemment maire de Salamanque. Il est constitué et soutenu par une coalition de centre droit entre le Parti populaire (PP) et Ciudadanos (Cs). Ensemble, ils disposent de 41 députés sur 81, soit 50,6 % des sièges du Cortes.
Il est formé à la suite des élections parlementaires du 26 mai 2019.
Il succède donc au cinquième gouvernement du conservateur Juan Vicente Herrera, au pouvoir depuis 2001, constitué du seul Parti populaire et soutenu de l'extérieur par Ciudadanos.

### Formation
Lors du scrutin parlementaire, le Parti socialiste (PSOE) l'emporte avec la majorité relative, devançant le Parti populaire qui gouverne la communauté autonome sans interruption depuis 1987. Ciudadanos, arrivé troisième, obtient le rôle de « faiseur de roi », son résultat lui permettant d'offrir aux deux principaux partis la majorité absolue. Neuf jours plus tard, les libéraux indiquent vouloir négocier avec les conservateurs pour constituer un exécutif partagé. L'accord est conclu le 28 juin suivant.
Le 9 juillet, Alfonso Fernández Mañueco est investi président de la Junte par 41 voix pour, 38 contre et deux abstentions. Il est assermenté dans l'hémicycle des Cortes trois jours plus tard, puis son gouvernement entre en fonction le 17 juillet.

### Succession
Le 20 décembre 2021, Alfonso Fernández Mañueco annonce la dissolution des Cortes, renvoie les quatre conseillers de Ciudadanos de son gouvernement et convoque des élections anticipées pour le 13 février 2022.
Le scrutin est remporté par le Parti populaire tandis que Vox détient la clé du maintien au pouvoir d'Alfonso Fernández Mañueco et que Ciudadanos ne conserve qu'un seul siège. Le 10 mars, le PP et Vox concluent un accord de principe pour former un gouvernement conjoint, qui est définitivement scellé un mois plus tard.

## Composition

### Initiale (17 juillet 2019)
| Fonction | Titulaire | Titulaire                                                             | Parti |
| --- | --------- | --------------------------------------------------------------------- | ----- |
| Président de la Junte                                                                                            |           | Alfonso Fernández Mañueco                                             | PP    |
| Vice-président Conseiller à la Transparence, à l'Aménagement du territoire et à l'Action extérieure Porte-parole |           | Francisco Igea Arisqueta                                              | Cs    |
| Conseiller à la Présidence Secrétaire du conseil de gouvernement                                                 |           | Ángel Mariano Ibáñez Hernando                                         | PP    |
| Conseiller à l'Économie et aux Finances                                                                          |           | Carlos Javier Fernández Carriedo                                      | PP    |
| Conseiller à l'Emploi et à l'Industrie                                                                           |           | Germán Barrios García (jusqu'au 29/05/2020) Ana Carlota Amigo Piquero | Cs    |
| Conseiller à l'Équipement et à l'Environnement                                                                   |           | Juan Carlos Suárez-Quiñones Fernández                                 | PP    |
| Conseiller à l'Agriculture, à l'Élevage et au Développement rural                                                |           | Jesús Julio Carnero García                                            | PP    |
| Conseillère à la Santé                                                                                           |           | Verónica Casado Vicente                                               | Cs    |
| Conseillère à la Famille et à l'Égalité des chances                                                              |           | María Isabel Blanco Llamas                                            | PP    |
| Conseillère à l'Éducation                                                                                        |           | María del Rocío Lucas Navas                                           | PP    |
| Conseiller à la Culture et au Tourisme                                                                           |           | Javier Ortega Álvarez                                                 | Cs    |

### Remaniement du21 décembre 2021
- Les nouveaux conseillers sont indiqués en gras, ceux ayant changé d'attributions en italique.

| Fonction | Titulaire | Titulaire                             | Parti |
| --- | --------- | ------------------------------------- | ----- |
| Président de la Junte |           | Alfonso Fernández Mañueco             | PP    |
| Conseiller à la Présidence Conseiller à la Transparence, à l'Aménagement du territoire et à l'Action extérieure (a.i.) Secrétaire du conseil de gouvernement |           | Ángel Mariano Ibáñez Hernando         | PPCyL |
| Conseiller à l'Économie et aux Finances Conseiller à l'Emploi et à l'Industrie (a.i.) Porte-parole                                                           |           | Carlos Javier Fernández Carriedo      | PP    |
| Conseiller à l'Équipement et à l'Environnement |           | Juan Carlos Suárez-Quiñones Fernández | PP    |
| Conseiller à l'Agriculture, à l'Élevage et au Développement rural                                                                                            |           | Jesús Julio Carnero García            | PP    |
| Conseiller à la Santé |           | Alejandro Vázquez Ramos               | PP    |
| Conseillère à la Famille et à l'Égalité des chances |           | María Isabel Blanco Llamas            | PP    |
| Conseillère à l'Éducation Conseillère à la Culture et au Tourisme (a.i.)                                                                                     |           | María del Rocío Lucas Navas           | PP    |